# Барбара Клевърли
Барбара Клевърли (на английски: Barbara Cleverly) е английска писателка, авторка на бестселъри в жанра криминален трилър.

## Биография и творчество
Барбара Клевърли е родена през 1945 г. в Северна Англия. Завършила е Университета Дърам със специалност френски и латински. След дипломирането си работи като учител по английски, френски и латински, в Кембриджшир и Съфолк.
Участва в конкурс за дебютни ръкописи към Британската асоциация на криминалните писатели и добрата оценка на работа ѝ я вдъхновява да го завърши.
През 2001 г. е издаден първият ѝ криминален трилър „Последната кашмирска роза“ от поредицата „Детектив Джо Сандиландс“. Сюжетите на поредицата се развиват в колониална Индия в началото на 20 век в разцвета на Британската империя, където главният герой и изпратен от Скотланд Ярд да прави своите разследвания сред постоянната заплаха от избухване на военни конфликти. Книгата става бестселър в списъка на „Ню Йорк Таймс“ и я прави известна.
За романа „Дамаски кинжал“ от поредицата през 2004 г. е удостоена с наградата „Елис Питърс“ за най-добър исторически криминален роман от Британската асоциация на криминалните писатели.
Тя има един син и пет доведени деца от втория си брак с Питър Клевърли, архитект.
Барбара Клевърли живее със семейството си в Кеймбридж.

## Произведения

### Самостоятелни романи
- An Old Magic (2003)
- The Corn Maiden (2015)

### Серия „Детектив Джо Сандиландс“ (Detective Joe Sandilands)
1. The Last Kashmiri Rose (2001)
Последната кашмирска роза, изд.: ИК „Прозорец“, София (2004), прев. Калоян Игнатовски
2. Ragtime In Simla (2002)
Рагтайм в Симла, изд.: ИК „Прозорец“, София (2004), прев. Спаска Вълчева
3. The Damascened Blade (2003) – награда „Елис Питърс“ за исторически криминален роман
Дамаски кинжал, изд.: ИК „Прозорец“, София (2005), прев. Павел Талев
4. The Palace Tiger (2004)
Тигър в двореца, изд.: ИК „Прозорец“, София (2005), прев. Невена Кръстева
5. The Bee's Kiss (2005)
Целувката на пчелата, изд.: ИК „Прозорец“, София (2007), прев. Павел Талев
6. Tug of War (2006)
Усмихнатият ангел, изд.: ИК „Прозорец“, София (2007), прев. Мария Михайлова
7. Folly Du Jour (2007)
8. Strange Images of Death (2010)
9. The Blood Royal (2011)
10. Not My Blood (2012)
11. A Spider in the Cup (2013)
12. Enter Pale Death (2014)
13. Diana's Altar (2016)

### Серия „Летисия Талбот“ (Leatitia Talbot)
1. The Tomb of Zeus (2007)
2. Bright Hair About the Bone (2008)
3. A Darker God (2010)

### Сборници
- The Ellie Hardwick Mysteries (2012)
- The Cambridge Mysteries (2013)
- The New Cambridge Mysteries (2015)